# Double Kanon
 (septembre 2024).
Si vous disposez d'ouvrages ou d'articles de référence ou si vous connaissez des sites web de qualité traitant du thème abordé ici, merci de compléter l'article en donnant les références utiles à sa vérifiabilité et en les liant à la section « Notes et références ».
Double Kanon est un groupe de rap algérien formé en 1994 sous le nom de N.W.L. Il est composé de trois membres : Naouri Ait Youcef, Waheb Sassen et Lotfi et est originaire d'Annaba. Après le départ de Naouri en 1995, le groupe est renommé en Double Kanon, et compte un nouveau membre : le DJ Chergui Zine-eddine (alias Zino). Le groupe se sépare en 1999 et Lofti Double Kanon poursuit une carrière solo.

## Historique
Double Kanon est l'un des premiers groupes de rap d'Algérie. Il est fondé en 1994 dans la ville d'Annaba. La disparité des phénomènes socioculturels du pays inspire le groupe : la jeunesse, le chômage, la corruption et la drogue sont ainsi les principaux thèmes de leurs morceaux, nourris de hip-hop et de rhythm and blues. La consécration des deux rappeurs Lotfi et Waheb Sassen vient au travers de leurs textes qui reflètent les sentiments enfouis profondément dans les esprits d'une jeunesse marginalisée[réf. souhaitée].
Le groupe produit un nombre important d'œuvres, lui valant une reconnaissance des jeunes et des professionnels du milieu[réf. souhaitée]. Depuis 1997, date de la parution de son premier album Kamikaz en décembre 1997, le groupe a mis sur le marché sept albums, six  productions, quatre clips et plusieurs apparitions sur toutes les scènes d'Algérie.
Lotfi et Waheb, autodidactes[réf. souhaitée], sont les auteurs-compositeurs-interprètes de leur propres œuvres. Ils tirent leurs arrangements et leurs textes du quotidien de leur pays[réf. souhaitée]. 
Le groupe revendique dans ses chansons le rap en langue arabe, même si les morceaux mélangent souvent plusieurs langues (arabe dialectal, français, anglais...).
Le groupe se sépare officiellement en l'an 2000[réf. souhaitée].